# Guarea caulobotrys
Guarea caulobotrys là một loài thực vật thuộc họ Meliaceae. Đây là loài đặc hữu của Colombia.